# Oszterva
A Tompa-hegytől (Tupától) DNy felé egyenletesen lejtő hegyhátnak a Menguszfalvi-völgy felé előretolt foka az Oszterva, amelyben az egész hegynyúlvány Ny felé hirtelen letörve, véget ér. Az Oszterva a Tátra D. oldalának legkönnyebb és legkevesebb fáradsággal megközelíthető magaslata, különösen enyhe D. lejtőjén, amelyen végig ösvény visz fel. Mint egész könnyen elérhető kilátóhegy, sűrű látogatottságnak örvend. Kilátása valóban gyönyörű, mély bepillantást engedve a Menguszfalvi- és az Omladék-völgybe s ezeknek hegykoszorújára. 

## Neve
Róth Márton a Magyarországi Kárpát Egyesület (MKE) 1891-es Évkönyvében nevét a szlovák ostrý (a.m. éles) szóból vezeti le, mivel ez jellemző az É., meredek lejtőjére. Más nézet szerint a szlovák népi ostrva kifejezésből származik, ami a széna, pontosabban a lóhere, szárítására szolgáló, karókból álló tákolmányt jelent és a névadóknak DNy felől a hegy alakja ezt idézte fel. Régebben az Oszterva névvel a Tompa-hegyet is illették, mivel DNy-ról a Tompa-hegy valóban emlékeztet egy háromoldalú tákolmányra. 
A Szószék elnevezés Grósz Alfrédtől származik. Szerinte az Oszterva azért honosodott meg a német és magyar szakirodalomban, mert nem tudták, hogy mit jelent. Ha az eredeti szlovák Ostrva elnevezés mellé zárjelben odakerül a Menguszfalvi-szószék (Mengsdorfer Kanzel) találóbb név is, legalább látnák, hogy van ennek a szószékszerű laposabb hegytetőnek, vállnak, német és magyar neve is. 
A közelmúltig Osztervának nevezték az Oszterva-nyeregtől Ny-ra kiterjedő egész tömböt, ma azonban a részletes tájékozódás miatt a tömbben további objektumokat neveztek el.

## Oszterva-nyereg
Az Oszterva-nyereg (sedlo pod Ostrvou) (1966,4 m) széles, kiterjedt nyereg a Tompa-hegy (Tupa) és az Oszterva között. A piros jelzésű Felső-turistaút (Magisztrálé) halad át rajta. Neve az Oszterva alatti helyzetéből adódik.

## Megközelítése
- A Poprádi-tótól (É-ról)

A szállodától a piros jelzésű ösvényen – Felső-turistaúton (Magistrálé) – a tavat balról megkerülve az Oszterva lábához, és számos kisebb-nagyobb szerpentinen fel a hegy tetejétől balra fekvő Oszterva-nyeregre. A nyeregből jobbra letérünk a jelzett ösvényről, és egymásra hányt tömbökön pár perc alatt a tetőre érünk (1 ó 15 p). 
- A Sziléziai menedékháztól, a Felső-turistaúton (Magistrála)

A Sziléziai ház mögötti piros jelzésen a Felkai-völgyet Ny-ról határoló hegyoldalra, és ezen rézsút b. fel a Gerlachfalvi-katlan alatti, nagy kiterjedésű omladékos lejtőre. Ezt DNY. irányban keresztezve és a Batizfalvi-dombot (1799 m) a teteje alatt megkerülve (kevéssel előtte a Tátraszéplak felől feljövő ösvény) be a Batizfalvi-völgybe. Ennek K. oldalán közel vízszintesen É. irányban tovább a hátsó völgykatlan felé. A Batizfalvi-tavat (1898 m) kifolyásánál érjük el. (1 ó 15 p.) A tó D. partja után az ösvény rávisz a Koncsiszta széles DK. gerincnyúlványára, mögötte keresztezi a Rét-nyeregről lejövő Kis-Zúgópatak-völgyet, körüljárja a Klin (Ék-hegy) d. hegyorrát, átkel a Tupáról (Tompa-hegyről) DNy felé lehúzódó nagy, meredek teknőn, és felvezet az Oszterva-nyeregre (1 ó 15 p). Itt balra elhagyjuk az ösvényt, és pár perc alatt elérjük az Oszterva tetejét. 
- Felsőhágiról

Készített ösvényen. A villamosmegállótól a Csorba-tó felé vezető műutat 15 p-ig követve, a Nagy-Zúgó-patakhoz érünk. A híd után szekérút ágazik el jobbra Erre térünk rá. Az erdészlak mögött kettéágazik az út: jobbra a Batizfalvi-tóhoz vezető ösvény, mi a balra vezető erdei utat követjük, amelyen 1 ó alatt a nagy Stadló-rétre jutunk. Mögötte a lejtő erősebben kezd emelkedni. Nemsokára kiérünk a szálerdőből, és a kanyargó ösvény sűrű törpefenyők közt emelkedik az Oszterva D. füves gerincháta felé, majd ennek mentén tovább. Kevéssel a hegytető alatt egy vaspóznánál élesen j. kanyarodik és ÉK. irányban 10 p alatt felvisz az Oszterva tetejére. (Felsőhágitól 3 ó.)